# Надін Трентіньян
Наді́н Маркан (фр. Nadine Marquand), у шлюбі Трентінья́н (фр. Nadine Trintignant, нар. 11 листопада 1934, Ніцца) — французька феміністська сценаристка, кінорежисерка та продюсерка. Авторка мемуарів «Моя донька, Марі» про доньку, акторку Марі Трентіньян, вбиту бойфрендом Бертраном Канта у 2003 році.

## Біографія
Маркан народилася в Ніцці. Вона є сестрою покійних акторів Крістіана Марканда та Сержа Марканда. 1960 року одружилася з французьким актором Жана-Луї Трентіньяна, який вже знімався в кількох її ранніх фільмах. Народила трьох дітей: донька, акторка Марі Трентіньян, донька Поліна (померла 9-річною в 1970 р.), та син, актор і сценарист Венсан Трінтіньян-Корно. Розлучилася в 1976 році. Пізніше почала стосунки з французьким режисером Аленом Корно, який згодом усиновив її дітей Марі і Венсана. Трінтіньян і Корно прожили разом 37 років до його смерті в 2010 році.
У 2003 році старша донька, 41-річна акторка Марі Трентіньян, померла в лікарні від черепно-мозкових травм, завданих її бойфрендом, французьким музикантом Бертраном Канта на грунті ревнощів. Надін Трентіньян присвятила доньці книгу спогадів «Моя донька, Марі». 
У своїх фільмах Трентіньян зосереджується на сім'ї та стосунках, часто запозичуючи сюжети з власного життя. Значна частина її робіт припадає на 1970-ті, час значного прогресу для жінок-режисерок у Франції. Інтерес Трінтіньян до феміністичних питань та небезпек гетеросексуальної пари можна побачити в багатьох її фільмах, таких як "Кохання, кохання" (1967) та "Подорож ночей" (1976). 1971 року вона підписала Маніфест трьохсот сорока трьох, відкритий лист про декриміналізацію абортів у Франції, опублікований у французькому журналі "Le Nouvel Observateur". Цей документ підписали 343 жінки, які зізналися, що робили аборти, щоб покласти край забороні на аборти та підвищити обізнаність про репродуктивні права жінок.